# Mika Lehtimäki
Mika Lehtimäki ist ein finnischer Poolbillardspieler.

## Karriere
1995 wurde Lehtimäki finnischer Meister in den Disziplinen 8-Ball und 9-Ball. Ein Jahr später gelang es ihm, den Titel im 9-Ball erfolgreich zu verteidigen. Bei der Europameisterschaft gewann er 1997 und 1998 die Bronzemedaille im 8-Ball.
Mit der finnischen Nationalmannschaft wurde Lethimaki 1998 Vizeeuropameister.